# Весингтон (Јужна Дакота)
Весингтон (енгл. Wessington) град је у америчкој савезној држави Јужна Дакота.

## Демографија
По попису из 2010. године број становника је 170, што је 78 (-31,5%) становника мање него 2000. године.
| Група             | 2000.       | 2010.       |
| Белци             | 243 (98,0%) | 167 (98,2%) |
| Афроамериканци    | 1 (0,4%)    | 0 (0,0%)    |
| Азијати           | 0 (0,0%)    | 0 (0,0%)    |
| Хиспаноамериканци | 3 (1,2%)    | 2 (1,2%)    |
| Укупно            | 248         | 170         |